# Chiesa di San Lorenzo (Carpi)
La chiesa di San Lorenzo, anche nota come chiesa di San Lorenzo e Santa Lucia, è la parrocchiale di Gargallo, frazione di Carpi in provincia di Modena. Appartiene alla zona pastorale 2 della diocesi di Carpi e la sua storia inizia nel XII secolo.

## Storia
La chiesa della frazione di Gargallo con dedicazione a San Lorenzo viene documentata sin dal 1123. Nel 1472 vi fu una separazione territoriale per permettere la fondazione di una nuova parrocchia e della vicina frazione di Santa Croce. Quindi parte del territorio, un tempo chiamato villa Pozzolo (o Pozzuoli o ancora Poggiolo) venne assegnato alla nuova Chiesa dell'Invenzione della Santa Croce Nel 1514 venne in parte spogliata dei beni che andarono alla basilica di Santa Maria Assunta e da quel momento dipese 
dal duomo di Carpi. L'edificio recente venne edificato su progetto di Bernardino Grandi nel XVIII secolo sul sito della chiesa primitiva.
Nel 2017 l'allora vescovo di Carpi Francesco Cavina si è recato in visita pastorale presso la comunità dei fedeli di Gargallo.

## Descrizione

### Esterni
La chiesa si presenta con forme neoclassiche e tipica facciata a capanna con grande frontone triangolare superiore. Il portale architravato è sovrastato, in asse, dall'ampia finestra trapezoidale che porta luce alla sala. La torre campanaria è posta in posizione arretrata, alla sinistra della parte absidale.

### Interni
La navata interna è unica e il presbiterio è leggermente rialzato.